# Kawela Bay
Kawela Bay é uma Região censo-designada localizada no estado americano do Havaí, no Condado de Honolulu.

## Demografia
Segundo o censo americano de 2000, a sua população era de 410 habitantes.

## Geografia
De acordo com o United States Census Bureau tem uma área de 5,2 km², dos quais 1,5 km² cobertos por terra e 3,7 km² cobertos por água.

## Localidades na vizinhança
O diagrama seguinte representa as localidades num raio de 20 km ao redor de Kawela Bay.